# De'Anthony Melton
De'Anthony Melton (North Hollywood, 28 de maio de 1998) é um jogador norte-americano de basquete profissional que atualmente joga no Brooklyn Nets da National Basketball Association (NBA).
Ele jogou basquete universitário pela USC e foi selecionado pelo Houston Rockets como a 46ª escolha no draft da NBA de 2018. Ele foi negociado com o Phoenix Suns antes do início de sua temporada de estreia. Após uma temporada em Phoenix, ele foi negociado com o Memphis Grizzlies em julho de 2019. Melton passou três temporadas em Memphis antes de ser negociado com o Philadelphia 76ers durante a entressafra de 2022.

## Carreira no ensino médio
Melton se formou na Crespi Carmelite High School em Encino, Califórnia, em 2016, depois de liderar sua equipe para títulos estaduais consecutivos e sair como o maior pontuador da história da escola.
Em sua última temporada, Melton teve médias de 20 pontos, 9,3 rebotes, 4,3 assistências e 3,5 roubos de bola. Como um recruta de três estrelas, ele se comprometeu com o USC em 20 de novembro de 2015.

## Carreira universitária

### Primeiro ano
Em sua primeira temporada, Melton disputou 36 jogos, sendo titular nas últimas 25 partidas da temporada, e teve médias de 8,3 pontos, 3,5 assistências, 4,7 rebotes e 1,9 roubos de bola. Em 25 de janeiro, em uma vitória por 84-76 sobre UCLA, Melton registrou 13 pontos, 9 rebotes, 5 assistências, 4 roubos de bola e um bloqueio. Ele seguiu esse desempenho com 16 pontos, 7 rebotes, 6 assistências, 6 roubos de bola e 2 bloqueios contra Washington em 1º de fevereiro.
Melton se tornou o primeiro calouro a registrar pelo menos 300 pontos, 150 rebotes, 100 assistências, 60 roubos de bola e 35 bloqueios em sua temporada inicial desde Dwyane Wade. Como resultado dessas partidas, ele foi projetado para ser um jogador-chave para a próxima temporada de USC.

### Segundo ano
Em 26 de setembro de 2017, promotores federais em Nova York anunciaram acusações de fraude e corrupção contra 10 pessoas envolvidas no basquete universitário, incluindo o assistente técnico de USC, Tony Bland. As acusações alegam que Bland e outros membros envolvidos supostamente receberam benefícios de consultores financeiros e outros para influenciar estudantes-atletas a contratar seus serviços. Após o anúncio, a USC suspendeu indefinidamente Melton em relação ao escândalo devido ao envolvimento de um familiar seu. Em 21 de fevereiro de 2018, Melton anunciou que se retiraria de USC e se declararia para o draft da NBA de 2018.

## Carreira profissional

### Phoenix Suns (2018–2019)
Melton foi selecionado pelo Houston Rockets como a 46ª escolha geral no draft da NBA de 2018. Ele jogou pelos Rockets durante a Summer League de 2018 em Las Vegas e teve médias de  16,4 pontos, 7,2 rebotes, 4,0 assistências e 3,0 roubos de bola em 5 jogos. Em 31 de agosto, Melton foi negociado, junto com Ryan Anderson, para o Phoenix Suns em troca de Brandon Knight e Marquese Chriss. Melton assinou seu primeiro contrato da NBA com os Suns em 21 de setembro.
Ele fez sua estreia profissional em 22 de outubro de 2018 em uma derrota por 123–103 para o Golden State Warriors, mas não registrou tempo de jogo significativo até 31 de outubro em uma derrota por 120-90 para o San Antonio Spurs. Melton foi designado para o Northern Arizona Suns, equipe de desenvolvimento do Phoenix na G-League, para seu primeiro jogo da temporada em 3 de novembro de 2018. Ele jogou o único jogo, uma derrota por 118-108 para o Santa Cruz Warriors, e foi chamado de volta a Phoenix no dia seguinte.
Em 4 de dezembro, Melton registrou 21 pontos, recorde de sua carreira, na derrota por 122–105 para o Sacramento Kings. Em 12 de janeiro de 2019, ele registrou 10 assistências, o recorde da temporada, na vitória por 102–93 sobre o Denver Nuggets. Em 24 de janeiro, Melton sofreu uma entorse no tornozelo direito, deixando-o fora de ação por quase um mês. Em 16 de março, Melton registrou 8 rebotes, o recorde de sua carreira, na vitória por 138-136 na prorrogação sobre o New Orleans Pelicans.
Melton foi o segundo na NBA em roubos de bola entre os novatos na temporada de 2018–19 com média de 1,3. Ele registrou roubos de bola com mais frequência do que qualquer outro jogador da NBA, ficando em primeiro lugar com 3,3 roubos de bola por 100 posses (min. 700 minutos totais jogados).

### Memphis Grizzlies (2019–2022)
Em 7 de julho de 2019, os Suns negociaram Melton, Josh Jackson e duas escolhas de segunda rodada com o Memphis Grizzlies em troca de Jevon Carter e Kyle Korver. Melton estreou pelos Grizzlies em 23 de outubro, registrando duas assistências em uma derrota por 120-101 para o Miami Heat. Em 20 de fevereiro de 2020, ele marcou sua maior pontuação da temporada, com 24 pontos, junto com seis rebotes e três assistências, em uma derrota por 129-125 para o Sacramento Kings.
Em 22 de novembro de 2020, Melton renovou com os Grizzlies por um contrato de 4 anos e US$ 34,6 milhões. Em 19 de abril de 2021, ele marcou sua maior pontuação da temporada, com 25 pontos, junto com oito rebotes, seis assistências e cinco roubos de bola em uma derrota na prorrogação por 139-137 para o Denver Nuggets. Melton ajudou os Grizzlies a se classificarem para os playoffs pela primeira vez desde 2017, enfrentando o Utah Jazz como o principal cabeça de chave na primeira rodada. Melton fez sua estreia nos playoffs em 23 de maio de 2021, registrando dois rebotes e duas assistências em uma vitória por 112-109 no Jogo 1. Os Grizzlies acabaram perdendo a série em cinco jogos.
Em 26 de março de 2022, Melton marcou sua maior pontuação da temporada, com 24 pontos, junto com três rebotes, duas assistências e três roubos de bola, em uma vitória por 127-102 sobre o Milwaukee Bucks. Os Grizzlies se classificaram para os playoffs pela segunda temporada consecutiva e enfrentaram o Minnesota Timberwolves na primeira rodada. Os Grizzlies foram eventualmente eliminados pelos campeões, o Golden State Warriors, na segunda rodada.

### Philadelphia 76ers (2022–2024)
Durante o draft da NBA de 2022, Memphis trocou Melton para o Philadelphia 76ers em troca de Danny Green e David Roddy.
Melton fez sua estreia pelos 76ers em 18 de outubro, marcando cinco pontos em uma derrota por 126-117 para o Boston Celtics. Melton encerrou sua temporada com os 76ers com médias de 10,1 pontos e 1,6 roubos de bola, enquanto acertava 39% das tentativas de arremesso de três pontos.
Melton sofreu uma lesão nas costas durante a temporada de 2023–24, o que limitou sua participação a 38 jogos. Melton atingiu médias recordes na carreira em aproveitamento de lances livres (83,5%) e pontos por jogo (11,1), além de igualar seu recorde de 1,6 roubos de bola por jogo da temporada anterior.

### Golden State Warriors (2024)
Em 8 de julho de 2024, Melton assinou um contrato de 1 ano e US$ 12.8 milhões com o Golden State Warriors. Em 6 jogos (sendo titular em 2), ele teve médias de 10,3 pontos, 3,3 rebotes e 2,8 assistências. Em 20 de novembro, foi anunciado que Melton precisaria de uma cirurgia para reparar um ligamento cruzado anterior parcialmente rompido, encerrando sua temporada.

### Brooklyn Nets (2024–Presente)
Em 15 de dezembro de 2024, Melton foi trocado, junto com Reece Beekman e três escolhas de segunda rodada não protegidas do draft, para o Brooklyn Nets em troca de Dennis Schröder e uma escolha de segunda rodada do draft de 2025.

## Estatísticas da carreira

### NBA

#### Temporada regular
| Ano      | Equipe       | PJ  | PT  | MPJ  | AP   | 3P   | LL   | RT  | AS  | BR  | TO | PPJ  |
| -------- | ------------ | --- | --- | ---- | ---- | ---- | ---- | --- | --- | --- | -- | ---- |
| 2018–19  | Phoenix      | 50  | 31  | 19.7 | .391 | .305 | .750 | 2.7 | 3.2 | 1.4 | .5 | 5.0  |
| 2019–20  | Memphis      | 60  | 8   | 19.5 | .401 | .286 | .769 | 3.7 | 2.9 | 1.3 | .3 | 7.6  |
| 2020–21  | Memphis      | 52  | 1   | 20.1 | .438 | .412 | .804 | 3.1 | 2.5 | 1.2 | .6 | 9.1  |
| 2021–22  | Memphis      | 73  | 15  | 22.7 | .404 | .374 | .750 | 4.5 | 2.7 | 1.4 | .5 | 10.8 |
| 2022–23  | Philadelphia | 77  | 58  | 27.9 | .425 | .390 | .793 | 4.1 | 2.6 | 1.6 | .5 | 10.1 |
| 2023–24  | Philadelphia | 38  | 33  | 26.9 | .386 | .360 | .835 | 3.7 | 3.0 | 1.6 | .4 | 11.1 |
| 2024–25  | Golden State | 6   | 2   | 20.2 | .407 | .371 | .625 | 3.3 | 2.8 | 1.2 | .3 | 10.3 |
| Carreira | Carreira     | 356 | 148 | 22.4 | .407 | .356 | .760 | 3.5 | 2.8 | 1.3 | .4 | 9.1  |

#### Play-In
| Ano      | Equipe   | PJ | PT | MPJ  | AP   | 3P    | LL | RT  | AS  | BR  | TO | PPJ |
| -------- | -------- | -- | -- | ---- | ---- | ----- | -- | --- | --- | --- | -- | --- |
| 2020     | Memphis  | 1  | 0  | 14.4 | .250 | 1.000 | –  | 4.0 | 1.0 | 2.0 | .0 | 3.0 |
| 2021     | Memphis  | 2  | 0  | 10.7 | .375 | .250  | –  | 1.5 | .5  | .0  | .5 | 3.5 |
| Carreira | Carreira | 3  | 0  | 12.5 | .312 | .625  | –  | 2.7 | .7  | 1.0 | .2 | 3.2 |

#### Playoffs
| Ano      | Equipe       | PJ | PT | MPJ  | AP   | 3P   | LL   | RT  | AS  | BR  | TO | PPJ |
| -------- | ------------ | -- | -- | ---- | ---- | ---- | ---- | --- | --- | --- | -- | --- |
| 2021     | Memphis      | 5  | 0  | 16.6 | .355 | .300 | .600 | 3.2 | 1.0 | .2  | .8 | 6.2 |
| 2022     | Memphis      | 10 | 0  | 17.0 | .323 | .250 | .750 | 3.1 | 1.6 | 1.0 | .5 | 5.6 |
| 2023     | Philadelphia | 11 | 0  | 24.9 | .383 | .388 | .750 | 3.3 | 1.6 | 1.2 | .8 | 7.9 |
| 2024     | Philadelphia | 1  | 0  | 7.2  | .000 | .000 | —    | 1.0 | 1.0 | .0  | .0 | .0  |
| Carreira | Carreira     | 27 | 0  | 16.4 | .265 | .234 | .700 | 2.6 | 1.3 | .6  | .5 | 4.9 |

### Universitário
| Ano     | Equipe | PJ | PT | MPJ  | AP   | 3P   | LL   | RT  | AS  | BR  | TO  | PPJ |
| ------- | ------ | -- | -- | ---- | ---- | ---- | ---- | --- | --- | --- | --- | --- |
| 2016–17 | USC    | 36 | 25 | 27.0 | .437 | .284 | .706 | 4.7 | 3.5 | 1.9 | 1.0 | 8.3 |

Fonte: